# لویی داراگون
لویی داراگون (فرانسوی: Louis Darragon‎؛ ۶ فوریه ۱۸۸۳ – ۲۸ آوریل ۱۹۱۸) دوچرخه‌سوار اهل فرانسه بود.
وی در مسابقات کشوری و بین‌المللی در مجموع برندهٔ ۲ مدال طلا، ۲ مدال نقره شده‌است.